# عبد الحميد أبا عود
عبد الحميد أبا عود (8 أبريل 1987 - 18 نوفمبر 2015) هو بلجيكي من أصل مغربي، يُشتبه بقيامه بالتخطيط لعدة هجمات مسلحة في بلجيكا وفرنسا. وأنه العقل المدبر لهجمات باريس في نوفمبر 2015.

## مقتله
قُتل عبد الحميد في يوم الأربعاء 18 نوفمبر 2015، في عملية سان دوني النوعية. وذلك بعد الاشتباه به بكونه العقل المدبر لهجمات باريس. السلطات الفرنسية أكدت أنها تعرفت على جثة أبا عود من خلال تحليل عينات من الجلد بعد أن عثرت على جثته في شقة سان دوني التي داهمتها قوات النخبة الفرنسية في عملية دامت سبع ساعات.